# Tiếp viên hàng không

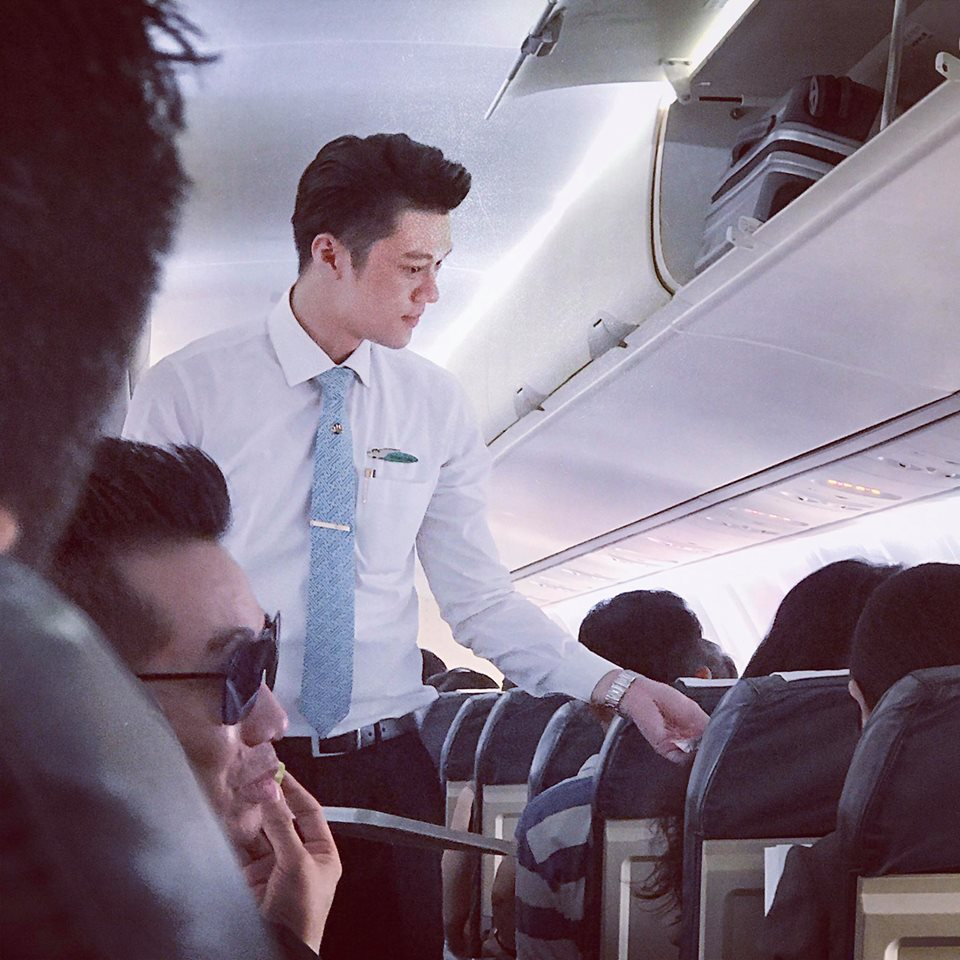
Tiếp viên hàng không Hãng Hàng không quốc gia Vietnam Airlines

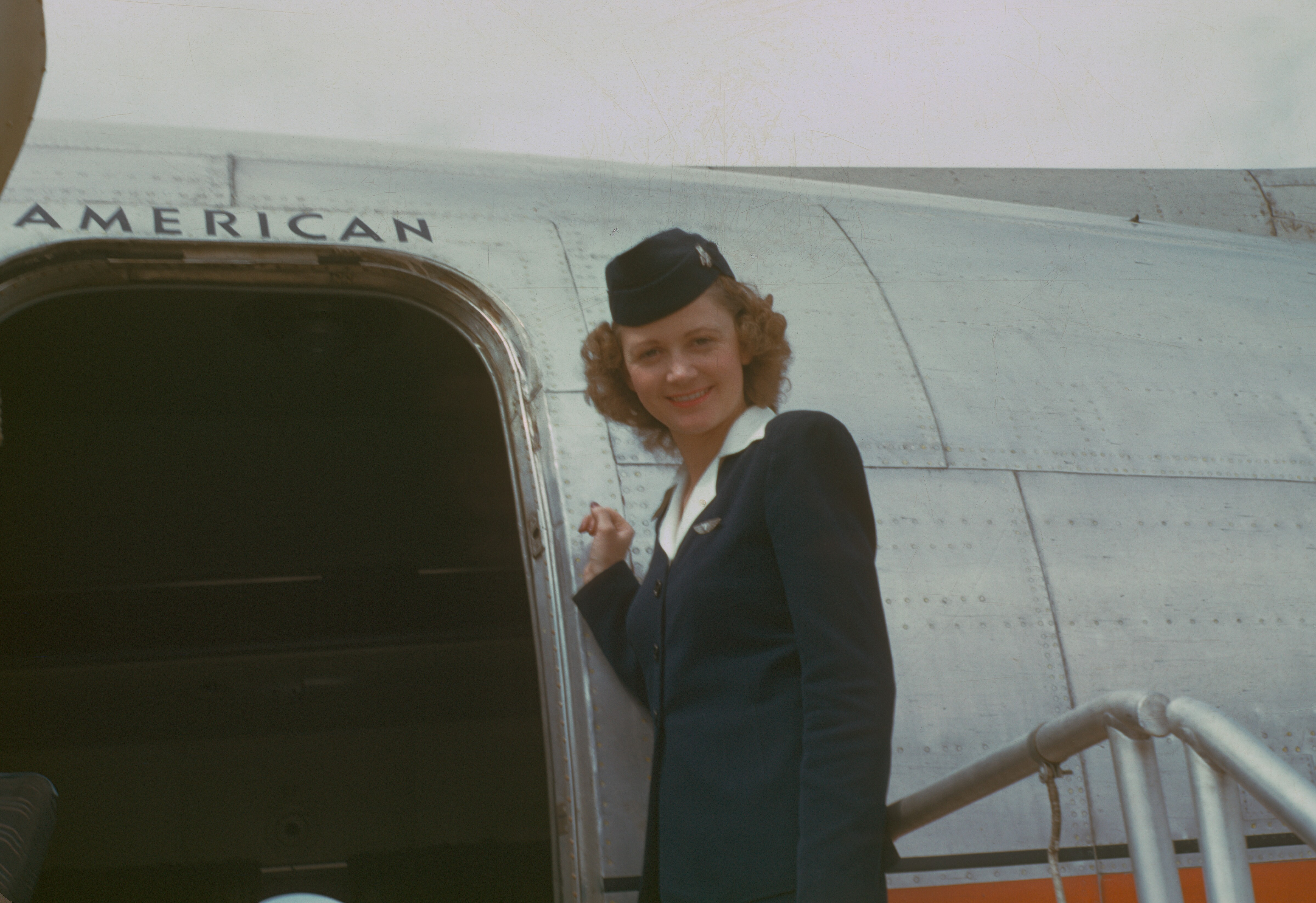
Nữ tiếp viên khoảng 1949-50, American Overseas, Flagship Denmark, Boeing Stratocruiser

Tiếp viên hàng không (hoặc chiêu đãi viên hàng không) là những người thuộc phi hành đoàn trên các chuyến bay thương mại của các hãng hàng không. Họ là những người đảm trách các công tác phục vụ hành khách trên các chuyến bay thương mại. Nhiệm vụ hàng đầu là hướng dẫn và theo dõi công tác an toàn cho hành khách trong suốt chuyến bay, cung cấp các dịch vụ khác như: ăn uống, báo chí, và hỗ trợ các hành khách cần chăm sóc đặc biệt như trẻ em, phụ nữ có thai, người tàn tật, người già.
Theo quy định của hiệp hội hàng không thế giới, số tiếp viên tối thiểu trên một chuyến bay chở khách phải bằng một nửa số cửa trong khoang khách và phải lớn hơn tổng số khách chia cho 36. Để trở thành tiếp viên, người ta phải được đào tạo qua các lớp học chuyên về hàng không, nơi đó họ sẽ được đào tạo và huyến luyện các nghiệp vụ thích hợp. Ngoại ngữ là một yêu cầu bắt buộc biết tiếng Anh. Các tiếp viên trong các chuyến bay quốc tế ngoài tiếng Anh ra còn thông thạo một ngôn ngữ khác như: tiếng Pháp, tiếng Trung, tiếng Tây Ban Nha, tiếng Đức, tiếng Ả Rập... tùy theo tuyến bay. Đối với một số hãng hàng không, trên một chuyến bay quốc tế thường đội tiếp viên có nhiều quốc tịch khac nhau. Riêng hàng không Việt Nam chỉ có tuyến đường Nhật và Hàn Quốc thì có tiếp viên hai nước đó mà thôi, còn các chuyến bay quốc tế khác đều do tiếp viên Việt Nam đảm trách.